# Lotus F1 Team
La Lotus F1 Team è stata una scuderia britannica di Formula 1 che ha partecipato al mondiale dal 2012 al 2015. Deriva dall'acquisizione della scuderia Renault F1 (a sua volta già sponsorizzata dalla Lotus Cars) da parte della società lussemburghese Genii Capital.

## La storia

### Le origini
Il 16 dicembre 2009 la casa automobilistica Renault annunciò di aver ceduto il 75% di controllo del team di proprietà – l'ex Benetton Formula, acquistata nel 2001 – al fondo lussemburghese Genii Capital, di proprietà di Gerard Lopez. Il team mantenne il nome di Renault F1 Team nel 2010, continuando anche a fornire i propulsori alla Red Bull.
L'8 dicembre 2010 venne annunciato che la Lotus Cars aveva acquisito azioni del team, dalla Genii Capital. La casa automobilistica anglo-malese diviene anche, almeno fino al 2017, sponsor della scuderia che trasformò il nome in Lotus Renault GP. La casa francese s'impegnò comunque a continuare la fornitura dei propulsori. La scuderia corre da questa stagione con licenza britannica.
Nel gennaio 2011 viene reso noto che la Lotus Cars era solo sponsor della scuderia e che non aveva acquistato azioni della scuderia, che erano quindi, interamente, di proprietà della Genii Capital.
Dal 2012 la scuderia abbandona ogni riferimento nel nome alla Renault per diventare solo Lotus F1 Team. Nell'aprile successivo viene resa nota la cessazione del rapporto di sponsorizzazione con la Lotus Cars. Il team mantiene comunque il nome Lotus.

### La controversia sul nome
Nel maggio del 2009 la scuderia inglese di F3 Litespeed aveva presentato domanda d'iscrizione al campionato mondiale 2010 sotto le insegne della Lotus. Essa aveva infatti raggiunto un accordo con David Hunt, fratello dell'ex campione del mondo James Hunt, per l'utilizzo del marchio Team Lotus, esclusivo per le gare in Formula 1 e indipendente da quello riservato alla produzione di serie. Il 12 giugno 2009 la Lotus-Litespeed non venne però inserita nella lista emanata dalla FIA in merito alle scuderie ammesse al campionato 2010.
Poco dopo, con l'uscita dal circus della BMW la Federazione Internazionale dell'Automobile decise di selezionare una nuova scuderia da far debuttare nel campionato del 2010. La scelta cadde su un team malese di proprietà di Tony Fernandes che strinse un accordo con la Lotus Cars per poter ribattezzare il suo team come Lotus Racing. Per il 2011 Fernandes annunciò il cambio di nome in Team Lotus. Ciò comportò una battaglia legale fra lui e la Lotus Cars che si concluse con il via libera a Fernades di modificare il nome della sua scuderia in Caterham. Successivamente le parti giunsero a un nuovo accordo che prevedeva il ritorno alla Lotus Cars di tutte le denominazioni legate alla Lotus, compreso il nome Team Lotus.
La Lotus Renault GP era stata autorizzata, nel frattempo, a correre dal 2012 col nome di Lotus.

### Il biennio 2012-2013

#### Stagione 2012
Il team schiera quali piloti titolari Romain Grosjean, che aveva già corso per la Renault nella seconda parte della stagione 2009, e l'ex campione del mondo Kimi Räikkönen, che ritorna in F1 dopo due stagioni di assenza. La stagione è molto positiva con Räikkönen e Grosjean che vanno spesso a punti e ottengono vari piazzamenti a podio, sfiorando la vittoria in Ungheria con Räikkönen. In Belgio Grosjean provoca però un pericoloso incidente che costringe al ritiro lui, Alonso, Hamilton e Pérez: la manovra gli costa la squalifica per il seguente Gran Premio d'Italia, in cui è sostituito dal terzo pilota Jérôme d'Ambrosio. Il 4 novembre 2012 la scuderia, con il pilota Kimi Räikkönen, centra la prima vittoria stagionale sul circuito di Abu Dhabi, chiudendo la stagione al 4º posto del campionato costruttori.

#### Stagione 2013

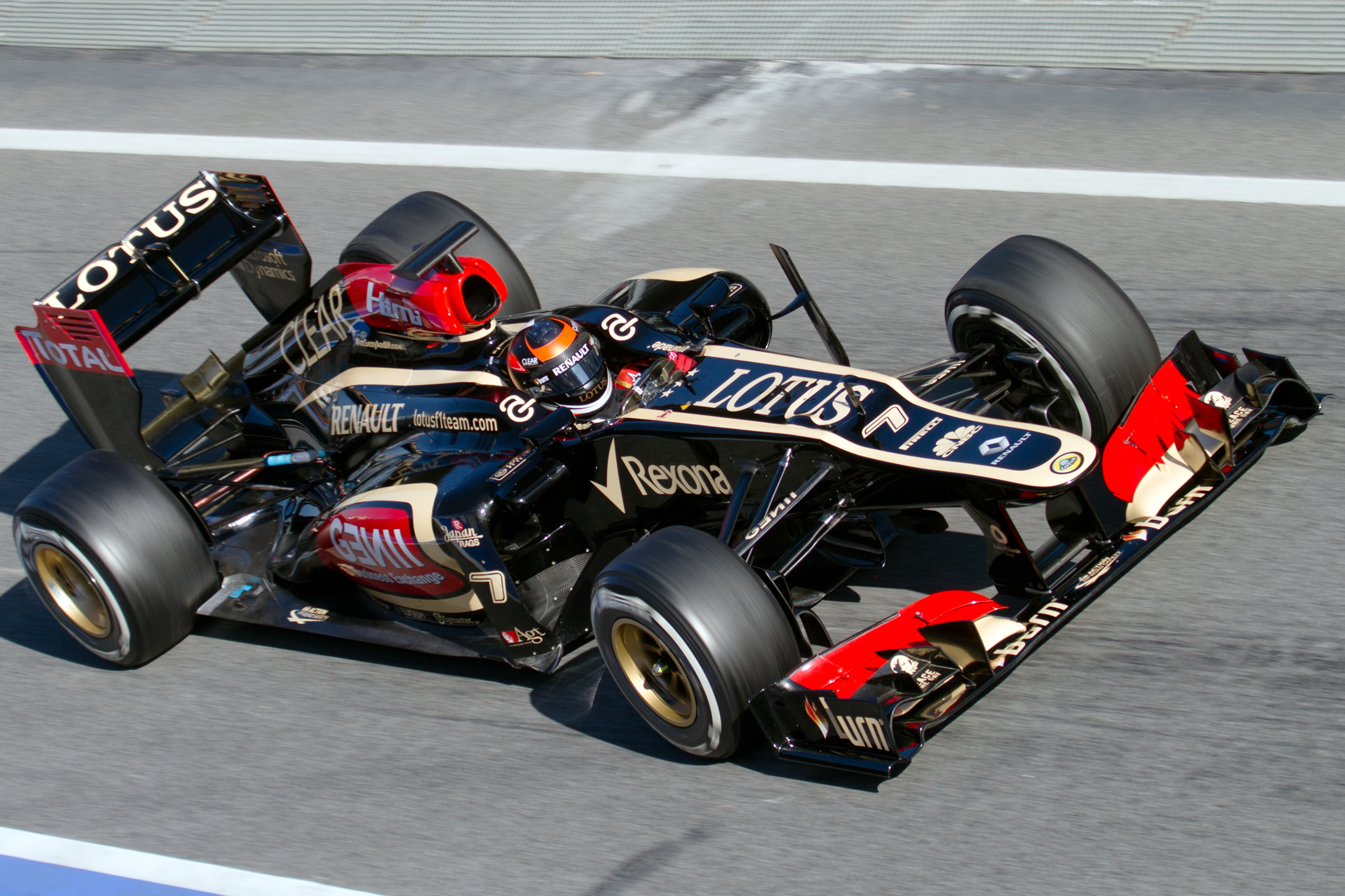
Kimi Räikkönen alla guida della Lotus E21 nel corso della stagione 2013

Vengono confermati gli stessi piloti del 2012, Kimi Räikkönen e Romain Grosjean; il terzo pilota è Davide Valsecchi, campione della GP2 Series 2012. La nuova vettura, la Lotus E21, viene presentata il 28 gennaio, con una nuova livrea nero-oro e rossa. Räikkönen vince con la E21 la gara inaugurale in Australia, dopo essere partito dal 7º posto in griglia.
Kimi Räikkönen decide di operarsi per i dolori alla schiena, riscontrati anche nel corso della stagione. Tale operazione comporta un mese di riposo che costringe Räikkönen a saltare gli ultimi due Gran Premi stagionali. La sua presenza era stata già messa in dubbio per le difficoltà della scuderia a saldare le spettanze del pilota. La scuderia britannica lo sostituisce col connazionale Heikki Kovalainen, che in stagione è stato pilota di riserva alla Caterham.
La scuderia conquista 14 podi nella stagione, terminando nuovamente la stagione al 4º posto del campionato costruttori.
Inoltre la macchina fu sponsorizzata dal duo francese di musica elettronica Daft Punk, che si presentarono al Gran Premio di Monaco.

### L'era turbo-ibrida e l'acquisizione da parte della Renault

#### Stagione 2014
La nuova vettura, E22 fu presentata il 24 gennaio 2014 tramite i social network della scuderia. Caratterizzata da un inedito musetto sdoppiato, fu l'ultima vettura 2014 a scendere in pista, saltando la prima delle tre sessioni di test invernali previste.
I test furono estremamente problematici, anche a causa dell'iniziale scarsa affidabilità e potenza dell'unità propulsiva Renault. La vettura arrivò a Melbourne, sede del Gran Premio inaugurale della stagione, con pochissimi chilometri alle spalle, fattore che compromise significativamente le prestazioni. In qualifica Grosjean rientrò per appena due decimi nel limite del 107%, mentre Maldonado non riuscì a fare segnare tempi cronometrati, venendo comunque ammesso alla partenza. In gara entrambi i piloti si ritirarono per problemi tecnici.
Nelle gare successive si registrarono dei lievi miglioramenti: in Malesia Grosjean riuscì a completare la gara, seppur undicesimo, mentre in Bahrein entrambi i piloti videro il traguardo, anche se fuori dalla zona punti. Nel Gran Premio di Cina Grosjean riuscì per la prima volta a qualificarsi tra i primi dieci, venendo però tradito dal cambio.
I primi punti della stagione arrivarono nel Gran Premio di Spagna, nel quale Grosjean giunse ottavo dopo essere scattato dalla quinta posizione in griglia. Il pilota franco-svizzero ripeté il risultato nel Gran Premio di Monaco, ma nelle gare successive né lui né Maldonado riuscirono a cogliere altri piazzamenti a punti, risultando spesso vittime di guasti.
Il successivo piazzamento a punti si fece attendere fino al Gran Premio degli Stati Uniti d'America 2014, che Maldonado chiuse in nona posizione nonostante una penalità per eccesso di velocità nella corsia dei box.
Nelle ultime due gare né Maldonado né Grosjean fecero segnare altri piazzamenti a punti. La Lotus chiuse la stagione all'ottavo posto nella classifica generale, con appena 10 punti contro i 315 della stagione precedente.

#### Stagione 2015
Nel 2015 la scuderia presentò la E23 con piloti sempre Grosjean e Maldonado. Da questa stagione viene utilizzata una power unit Mercedes. I primi punti arrivarono in Cina con il settimo posto di Grosjean, ripetuto poi in Bahrain. In Spagna il francese arrivò ottavo.A Monaco entrambi i piloti si ritirarono. In Canada e in Austria Maldonado arrivò settimo, ripetuto poi da Grosjean in Ungheria. Il francese conquistò il podio in Belgio, con il terzo posto. A Monza entrambi i piloti nero oro si ritirano, mentre a Singapore nessuno dei due conquistò punti. In Giappone Grosjean arrivò settimo seguito a ruota dal compagno. Il pilota franco-svizzero il 29 settembre comunicò il suo passaggio alla scuderia statunitense Haas motorizzata Ferrari, che debutterà nel circus nel 2016. In Russia Maldonado è settimo, mentre Grosjean è costretto al ritiro per incidente. Nelle ultime gare i due alfieri nero-oro riescono sempre a marcare punti. La Lotus chiude sesta il mondiale, con 78 punti.
Il 28 settembre 2015 Renault Sport F1 ha annunciato che è stata firmata una lettera di intenti tra Renault Group e Gravity Motorsports, che è di proprietà di Genii Capital e sarà discussa l'acquisizione della Lotus. Il 3 dicembre 2015 Renault ufficializza l'acquisizione della Lotus e il ritorno nel campionato di Formula 1 con un proprio team.

## Piloti
- Kimi Räikkönen (2012-2013): 37 GP, 2 vittorie
- Romain Grosjean (2012-2015): 76 GP
- Pastor Maldonado (2014-2015): 37 GP
- Heikki Kovalainen (2013): 2 GP
- Jérôme d'Ambrosio (2012): 1 GP

## Risultati in F1
| Anno | Vettura | Motore  | Gomme | Piloti     |     |     |    |   |   |     |   |     |   |    |   |     |    |   |    |   |   |     |   |     | Punti | Pos. |
| ---- | ------- | ------- | ----- | ---------- | --- | --- | -- | - | - | --- | - | --- | - | -- | - | --- | -- | - | -- | - | - | --- | - | --- | ----- | ---- |
| 2012 | E20     | Renault | P     | Räikkönen  | 7   | 5   | 14 | 2 | 3 | 9   | 8 | 2   | 5 | 3  | 2 | 3   | 5  | 6 | 6  | 5 | 7 | 1   | 6 | 10  | 303   | 4º   |
| 2012 | E20     | Renault | P     | Grosjean   | Rit | Rit | 6  | 3 | 4 | Rit | 2 | Rit | 6 | 18 | 3 | Rit | ES | 7 | 19 | 7 | 9 | Rit | 7 | Rit | 303   | 4º   |
| 2012 | E20     | Renault | P     | D'Ambrosio |     |     |    |   |   |     |   |     |   |    |   |     | 13 |   |    |   |   |     |   |     | 303   | 4º   |

| Anno | Vettura | Motore  | Gomme | Piloti     |    |   |   |   |     |     |    |    |   |   |     |    |     |   |   |   |     |    |     |  | Punti | Pos. |
| ---- | ------- | ------- | ----- | ---------- | -- | - | - | - | --- | --- | -- | -- | - | - | --- | -- | --- | - | - | - | --- | -- | --- |  | ----- | ---- |
| 2013 | E21     | Renault | P     | Räikkönen  | 1  | 7 | 2 | 2 | 2   | 10  | 9  | 5  | 2 | 2 | Rit | 11 | 3   | 2 | 5 | 7 | Rit |    |     |  | 315   | 4º   |
| 2013 | E21     | Renault | P     | Kovalainen |    |   |   |   |     |     |    |    |   |   |     |    |     |   |   |   |     | 14 | 14  |  | 315   | 4º   |
| 2013 | E21     | Renault | P     | Grosjean   | 10 | 6 | 9 | 3 | Rit | Rit | 13 | 19 | 3 | 6 | 8   | 8  | Rit | 3 | 3 | 3 | 4   | 2  | Rit |  | 315   | 4º   |

| Anno | Vettura | Motore  | Gomme | Piloti    |     |     |    |     |    |    |     |    |    |     |     |     |    |    |    |    |    |    |     |  | Punti | Pos. |
| ---- | ------- | ------- | ----- | --------- | --- | --- | -- | --- | -- | -- | --- | -- | -- | --- | --- | --- | -- | -- | -- | -- | -- | -- | --- |  | ----- | ---- |
| 2014 | E22     | Renault | P     | Grosjean  | Rit | 11  | 12 | Rit | 8  | 8  | Rit | 14 | 12 | Rit | Rit | Rit | 14 | 13 | 15 | 17 | 11 | 17 | 13  |  | 10    | 8º   |
| 2014 | E22     | Renault | P     | Maldonado | Rit | Rit | 14 | 14  | 15 | NP | Rit | 12 | 17 | 12  | 13  | Rit | 16 | 12 | 16 | 18 | 9  | 12 | Rit |  | 10    | 8º   |

| Anno | Vettura    | Motore   | Gomme | Piloti    |     |     |     |    |     |     |    |     |     |    |     |     |    |   |     |     |    |    |     |  | Punti | Pos. |
| ---- | ---------- | -------- | ----- | --------- | --- | --- | --- | -- | --- | --- | -- | --- | --- | -- | --- | --- | -- | - | --- | --- | -- | -- | --- |  | ----- | ---- |
| 2015 | E23 Hybrid | Mercedes | P     | Grosjean  | Rit | 11  | 7   | 7  | 8   | 12  | 10 | Rit | Rit | 7  | 3   | Rit | 13 | 7 | Rit | Rit | 10 | 8  | 9   |  | 78    | 6º   |
| 2015 | E23 Hybrid | Mercedes | P     | Maldonado | Rit | Rit | Rit | 15 | Rit | Rit | 7  | 7   | Rit | 14 | Rit | Rit | 12 | 8 | 7   | 8   | 11 | 10 | Rit |  | 78    | 6º   |

| Legenda | 1º posto     | 2º posto | 3º posto    | A punti         | Senza punti/Non class.  | Grassetto – Pole position Corsivo – Giro più veloce |
| Legenda | Squalificato | Ritirato | Non partito | Non qualificato | Solo prove/Terzo pilota | Grassetto – Pole position Corsivo – Giro più veloce |